# 賀燦然
賀燦然（1548年—？），字伯闇，號道星，浙江嘉興府平湖縣人，明朝政治人物。

## 生平
專精博古，諸子百家，窮微抉奥，不以涉猎为工。萬曆二十二年（1594年）甲午科順天鄉試第十三名舉人，萬曆二十三年（1595年）乙未科會試第一百八十五名，廷試三甲第十名進士。禮部觀政，授行人，二十八年四月行取，二十九年擢吏部文选司主事，屹然不可干以私。歸踰年，起驗封司員外，會内计，中旨留一二言官，上疏极諫，语侵柄臣，神宗震怒，旋削籍，与劉元珍、龐時雍同日出都門，一时仰其直節。里中利病，侃侃持議，為鄉邦倚重。

## 著作

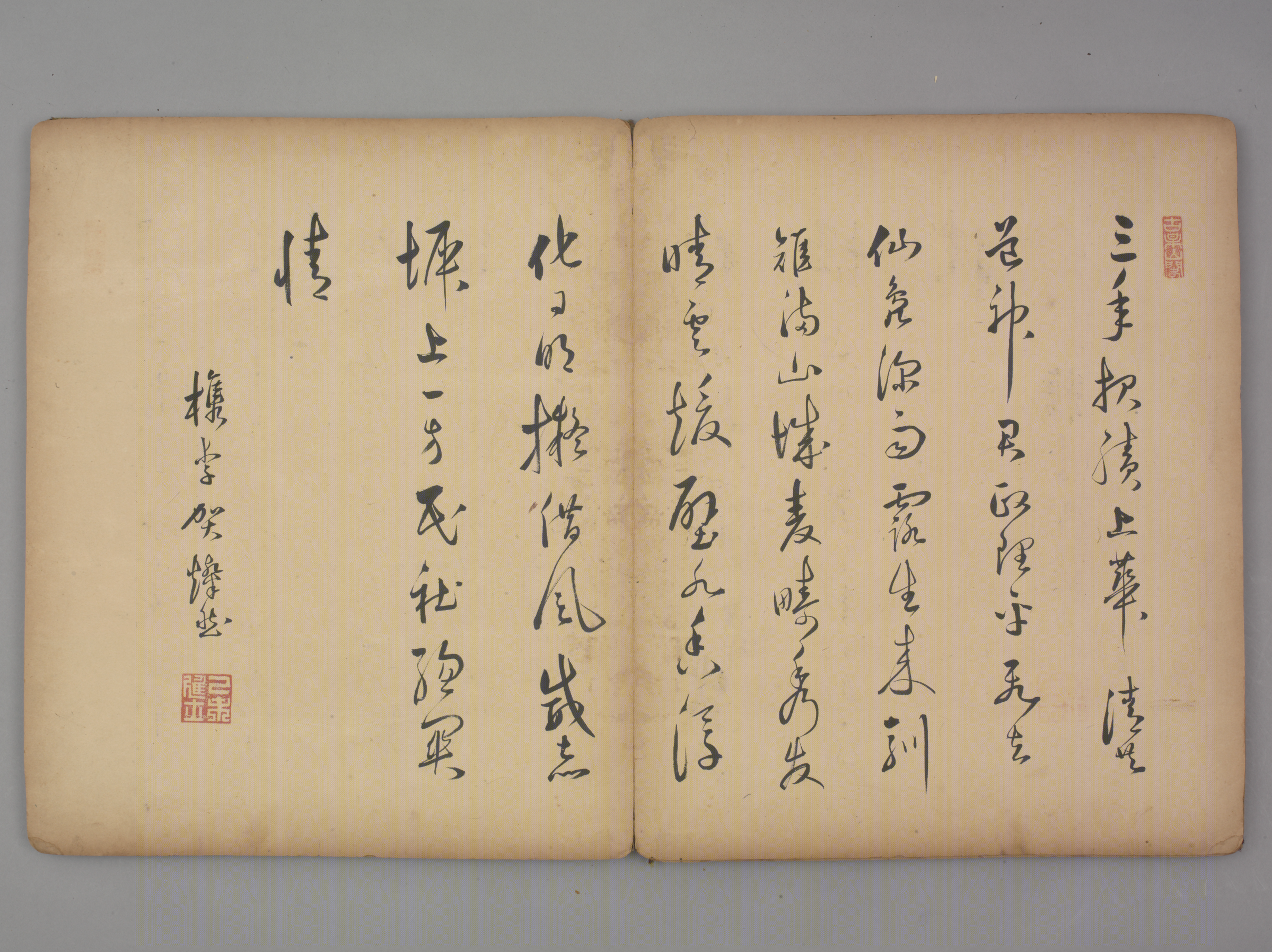
贺燦然草书七律诗页（北京故宫博物院藏）

著有《備荒議》一卷、《六欲軒稿》十八卷。

## 家族
曾祖贺锦，號簡庵，徵仕郎。祖贺宪，號忆庵。父贺懋贤（1521年-1575年），字子才，别号怀椿，贈修職郎行人司行人。母张氏（1531年-1607年）。慈侍下。